# بند اصلاحی

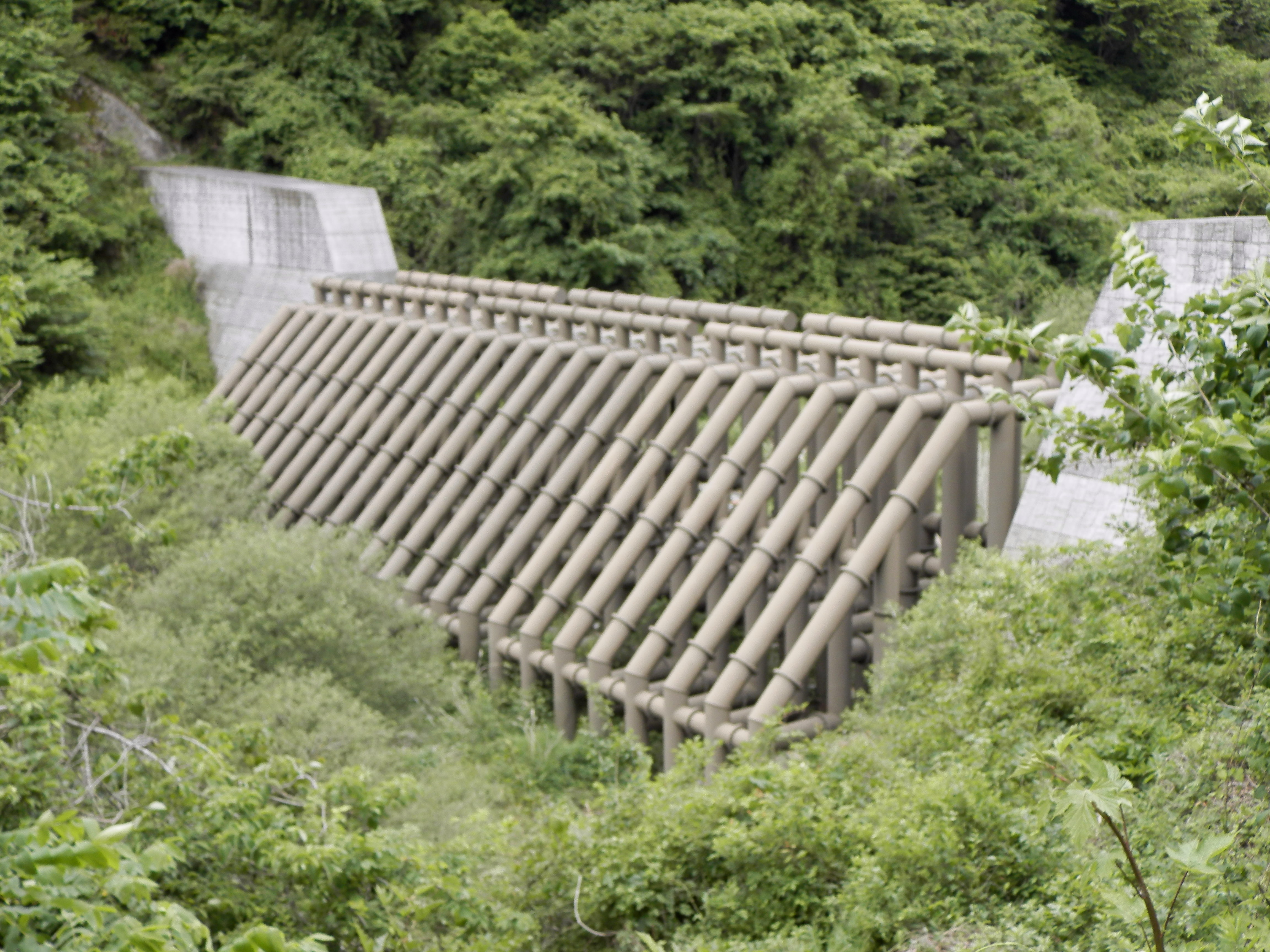
یک بند اصلاحی فلزی

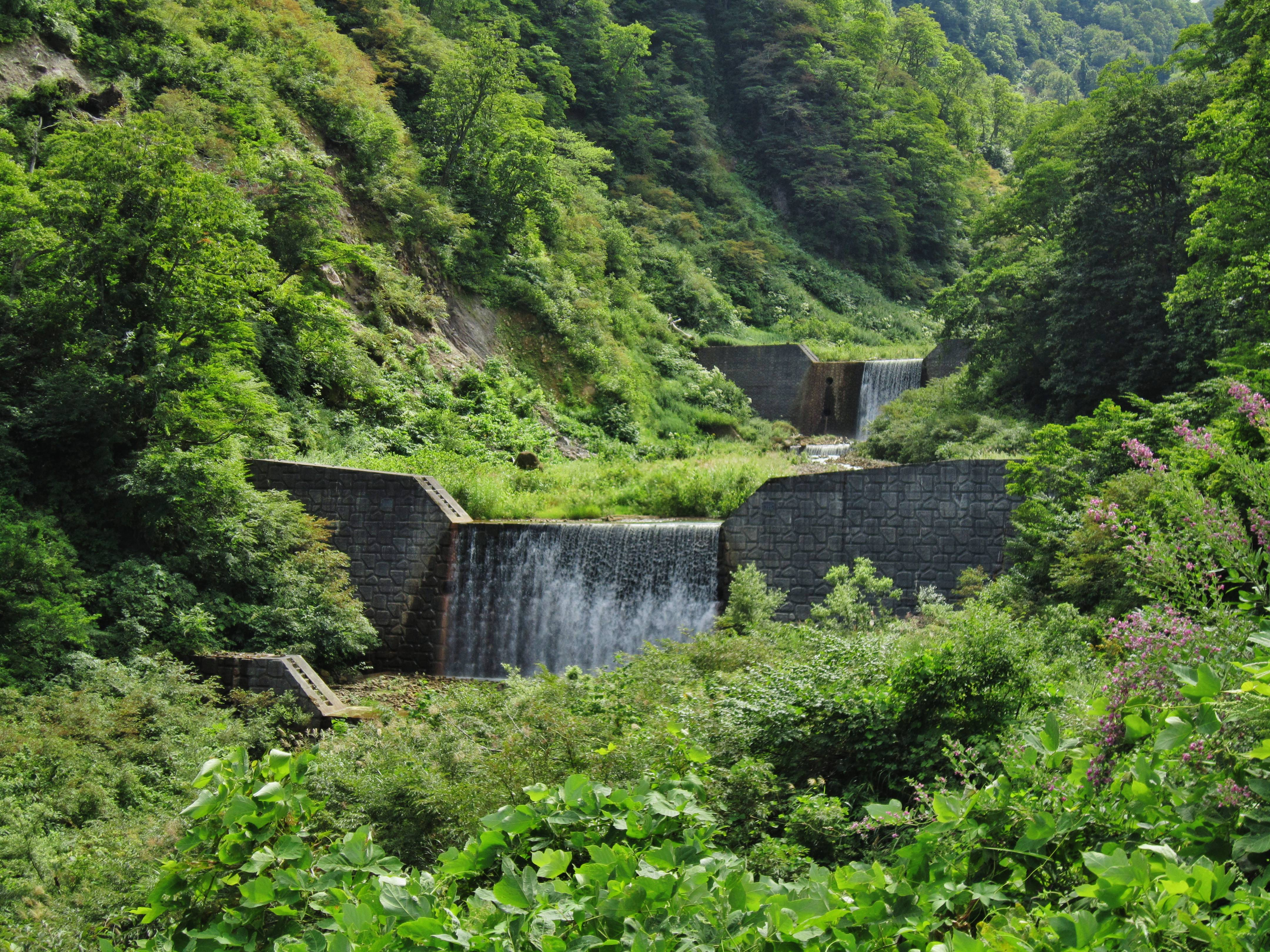
بند اصلاحی بتنی

بندهای اصلاحی (به انگلیسی: check dam) سازه‌های کوچکی هستند که به منظور کاهش شیب آبراهه‌ها، کاهش سرعت جریان و مهار فرسایش در آبراهه‌ها ساخته می‌شوند. مصالحی نظیر چوب، سنگ، سنگ و ملات، بتن و تورسنگ در ساخت بندهای اصلاحی مورد استفاده قرار می‌گیرد.
یکی از راه‌های مبارزه مستقیم با فرسایش، احداث بندهای اصلاحی است. این سازه‌ها در بستر آبراهه‌ها و عمود بر جریان ساخته می‌شوند تا سرعت آب و قدرت فرسایش رواناب را در اثر کاهش شیب بستر کاهش دهند.

## انواع سازه‌های پروژه‌های آبخیزداری
- بندهای سبک
- بندهای سبک فلزی
- بندهای چوبی
  - بندهای چپری،
  - بندهای سرشاخه‌ای
  - بندهای چوب الواری
- بندهای L شکل
- بندهای وزنی
  - بندهای خشکه چین،
  - بندهای توری سنگی (گابیونی)،
  - بندهای سنگی ملاتی[۴]